# Albert George Schmedeman
Albert George Schmedeman (Madison, 25 novembre 1864 – Madison, 26 novembre 1946) è stato un politico e diplomatico statunitense, ambasciatore per gli Stati Uniti in Norvegia dal 1913 al 1921 e 28º governatore del Wisconsin dal 1933 al 1935.